# Ruisseau de Glandes
Le ruisseau de Glandes est une rivière du sud de la France, en région Occitanie, dans le département de l'Aude, sous-affluent de l'Aude par le Fresquel.

## Géographie
Le ruisseau de Glandes est une rivière qui prend sa source dans le Lauragais sur la commune de Labécède-Lauragais sous le nom de ruisseau de Mounoy puis il prend le nom de ruisseau de Glandes et se jette dans le Fresquel en rive gauche sur la commune de Castelnaudary.
La longueur de son cours d'eau est de 12,8 km.

### Communes traversées
Dans le seul département de l'Aude, le ruisseau de Glandes traverse les quatre communessuivantes, Labécède-Lauragais, Issel, Peyrens et Castelnaudary.

## Principaux affluents
Le ruisseau de Glandes a un affluent contributeur référencé :
- le ruisseau de Mounoy : 3,9 km